# Центр народного мистецтва «Петриківка»
Центр народного мистецтва «Петриківка» — осередок українського народного декоративного розпису розташований в смт. Петриківка Дніпропетровської області. Петриківський розпис є унікальним видом мистецтва, що розкриває традиції козацького краю, його дух.

## Історія
Петриківський розпис, як народний художній промисел — виготовлення сувенірів, сформувався наприкінці 1950-х років. 4 травня 1971 року у Петриківці за ініціативи Федора Савовича Панка відкрився Експериментальний цех петриківського розпису. У цьому цеху Ф. С. Панко розпочав розпис виробів з дерева. Також у цеху розписувалася порцеляна, фаянс, папір, метал. У 1998 році експериментальний цех об'єднався з творчим об'єднанням «Петриківка» та отримав сучасну назву Центр народного мистецтва «Петриківка».

## Сьогодення Центру
Сьогодні в колективі працює близько 40 майстрів Петриківки з них 25 членів Національної Спілки Художників України та Національної спілки майстрів народного мистецтва, 7 заслужених майстрів народної творчості України, лауреати міжнародних та всеукраїнських конкурсів. Найбільш творчо активні майстри — В. А. Глущенко, Н. І. Турчин, М. Н. Курінька, Н. Р. Калюга, Н. М. Рибак, В. І. Дека, М. В. Дека, Л. І. Булавін, М. І. Яненко, М. І. Пікуш, К. М. Тимошенко, В. І. Карпець-Єрмолаєва, І. П. Піскун, Л. Ф. Скляр, Т. Ф. Пата (Скляр), В. І. Міленко. На сьогодні розписи виконуються на папері, полотні, кераміці, також розписуються архітектурні об'єкти. Майстри зберігають і розвивають досягнення народних традицій та технологій петриківського розпису. В Центрі діє постійно виставковий зал, де проводяться екскурсії та майстер-класи для шанувальників народного мистецтва.

## Визнання Центру
Роботу Центру постійно представлено на виставках різного рангу. Твори провідних майстрів з успіхом експонуються на виставках у Польщі, Франції, Голландії, Німеччині, США, Канаді, Японії. У 2001 році відбулася виставка в Українському національному музеї-архіві у Чикаго; 2002 — виставка в Українському культурному центрі у Філадельфії (США); 2003 — ретроспективна виставка «Немеркнуче світло петриківського розпису» в Києві; 2006 — виставка у Національному музеї українського народного декоративного мистецтва у Києві, «Лесина осінь» — у музеї Лесі Українки в Ялті; 2009 — у Полтавському краєзнавчому музеї; 2009 — в Хмельницькому; 2010 року — в Білій Церкві.
З метою набуття петриківським розписом статусу міжнародної культурної спадщини ЮНЕСКО у грудні 2012 року майстрами Центру було підготовлено виставку (понад 250 робіт), що взяла свій старт з приміщення Європарламенту (Брюссель) та успішно експонувалась у п'ятдесяти країнах світу. Проведення цієї виставкової акції сприяло включенню петриківського розпису до переліку об'єктів нематеріальної культурної спадщини людства ЮНЕСКО 5 грудня 2013 року.